# 주관유물주의
주관유물주의, 즉 주관유물주의 철학은 또 융결합체 세계관과 방법론이란 이름을 가지고 있으며, 간단히 융철학이라 할 수 있는데, 영어로는 Rune_philosophy라고 이름을 지었다. 이 철학은 21세기 오늘날에서 탄생하였으며 또는 21세기인류문명에 적응하는 일종의 비물질주의이다.

## 개념
주관유물주의란 역사적으로 세계속에 사람의 삶의 주체적 자아의식을 토대로 한 세계관과 그들간의 상호연통적 방법논에 대한 철학학설이다.

## 성질과 특징
주관유물주의는 철학의 기본문제상에서 종래와 같이 물질과 의식간에 어느것이 제일성에 속하는가 하는 문제를 자기의 기본문제와 원칙으로 삼지않코 반면에 물질과 의식간의 동일성을 원칙으로 어떻케 현실세계와 허구세계를 이루고있는가 하는 문제를 자기철학의 기본적문제로 삼고있다.그러므로 주관유물주의는 사유방식상 모든 종래의 유물주의와 과념주의를 초월한 새로운 세계관과 방법론이라 할 수 있다.

## 창시자
주관유물주의는 서방철학사상을 근원으로 함으로써 서방철학발전사의 논리적 결과이라 할 수 있으나 맑스주의철학을 비롯한 유물주의의 동방나라 전파로 인하여 주관유물주의는 역사적으로 개혁개방을 성공적으로 시행하고 있는 21세기의 중국에서 창출되었다. 이학설의 창시자는 김희성이다.

## 산생근원
인류역사와 시대발전의 논리에 근거한다면 주관유물주의철학은 인류의 포스퍼 공업화문명 즉 정보화문명의 산물이다. 그러나 한편 리론적으로 따진다면 주관유물주의는 우선은 서방철학리론발전의 결과이다.그다음 주관유물주의는 또한 맑스(주의)철학으로부터의 한가지 필연적인 결과이라 할 수 있다.마지막으로 주관유물주의는 유구한 동방철학의 산물이기도 하다.

## 철학의 논리
서방철학사적 각도로 볼 때 인류철학사를 세 단계로 나눌수 있다.제일단계는 존재의 영구성문제를 제기하고 해설하는 단계이며,제이단계는 존재의 인식논문제를 제기하고 해설하는 단계이며,제삼단계로는 존재의 주관성문제를 제기하고 해설하는 단계이라 하겠다.하여 주관유물주의는 바로 존재의 주관성문제를 유물주의적으로 제기하고 해설하는 창신적인 형이상학 체계이다.

## 주요내용
주관유물주의는 주관실제적 범주를 기반으로 유물주의본체론을 건립한 철학체계이다. 바꾸어 말해 이는 존재의 상호적원리를 통하여 모든 객관사물을 현상화하며 나아가 현상안의 본질을 주관실체화하는 인식론체계이다.또 본체론과 인식논의 통일적인 의미에서 본다면 주관유물주의는 곧 허구적인 실제와 그의 인식론을 특히 강조하는 일종의 허의유물주의 철학체계라고 할 수 있다. 그리고 가치론적 차원에서 말한다면 주관유물주의는 어디까지나 존재의 의미를 연구하는 형이상학인바 종국적으로는 역사적 인생철학이라 할 수 있다.
그러므로 주관유물주의는 근본적으로 물질과 우주에대한 철학이 아니라 사람에대한 철학이며 나아가서는 문화인류학에 대한 형이상학이며 사람의 세계존재적 운명에대한 형이상학이다.
구체적으로 예를든다면 주관유물주의철학이론을 다음과 같은 내용으로 서술할 수 있다. 1.융결합적 세계모형논 2.서방철학사상 및 그의논리 3.맑스철학사상 분석 4.허의 세계관과 인식논 5.포스터 현대철학의 정신분석 6.동방철학으로서의 주관유물주의연구 7.인류문화와 문명에 대한 정치철학및 경제철학연구등.이상 7개방면의 과제들은 주관유물주의 본체론,인식논및 가치론을 내포한 이론체계를 이룬다.